# Bateria kwantowa
Bateria kwantowa – koncepcja zakładająca budowę magazynu energii elektrycznej, funkcjonującego podobnie do akumulatora, z wykorzystaniem fizyki kwantowej. W teorii może ładować się szybciej niż konwencjonalna bateria chemiczna. Jest technologią dopiero rozwijaną, znajdująca się w fazie badań. Według założeń jej działanie ma polegać na przenoszeniu kubitów do wyższego stanu energetycznego i obniżaniu tego stanu w miarę rozładowywania się baterii, co ma umożliwić magazynowanie energii do wykorzystania w przyszłości. Dotychczas nie opracowano praktycznej, możliwej do wykorzystania poza laboratorium, wersji takiej baterii. Jednym z mechanizmów, który brany jest pod uwagę przy próbie zbudowania baterii kwantowej jest pochłanianie światła przez materię.